# Stumbling Pins
Die Stumbling Pins waren eine Punkrockband aus Kiel.

## Bandgeschichte
Stumbling Pins gründeten sich 2010 in Schönberg (Schleswig-Holstein), die Originalbesetzung bestand aus Willer (Gesang, Gitarre), Tim (Gitarre, Gesang), Steffan (Bass) und Simon (Schlagzeug). Im gleichen Jahr erschien eine erste Demokassette unter dem Titel Investigation Against the Girl from the Streets of Suburbia. Im Oktober 2011 erschien das Debüt-Album Aged Colours and Behaviours (LP/CD) auf Pest & Cholera Records. Ende 2012 brachte die Band eine auf 50 Stück limitierte Demo II Kassette heraus, welches mit Nico am Schlagzeug aufgenommen wurde, nachdem Simon aus gesundheitlichen Gründen aus der Band aussteigen musste. Es folgte eine Tour zusammen mit The Detectors durch Osteuropa und Russland, wobei die Stumbling Pins unter anderem in Moskau und St. Petersburg Konzerte spielten.
2014 veröffentlichte die Band eine Akustik-EP unter dem Namen Lifetime Crisis auf Fire and Flames Music. 2016 erschien das zweite full-length Album Common Angst mit Mo am Schlagzeug und Jan am Bass auf Fire and Flames Music und Plastic Bomb Records auf Vinyl, CD und digital.
Es folgten mehrere Konzerte im Rahmen der Common Angst Veröffentlichung, bevor die Band im August 2017 ihre bevorstehende Auflösung bekannt gab. Stumbling Pins spielten danach noch zehn Auftritte unter anderem in Hamburg, Berlin und Leipzig. Am 16. Dezember 2017 gaben die Stumbling Pins unter Beteiligung fast aller ehemaligen und aktuellen Mitglieder ihr letztes Konzert in der ausverkauften Alten Meierei in Kiel.
Insgesamt spielten die Stumbling Pins etwa 150 Konzerte in Deutschland und Europa.

## Stil
Der Musikstil der Stumbling Pins war von rhythmischen, oft mehrstimmigen Streetpunk geprägt, was ihnen neben den ebenfalls oft politischen Texten und Aussagen häufig den Vergleich mit Anti-Flag und ähnlichen Bands einbrachte.